# Arrondissements de la Seine-Saint-Denis

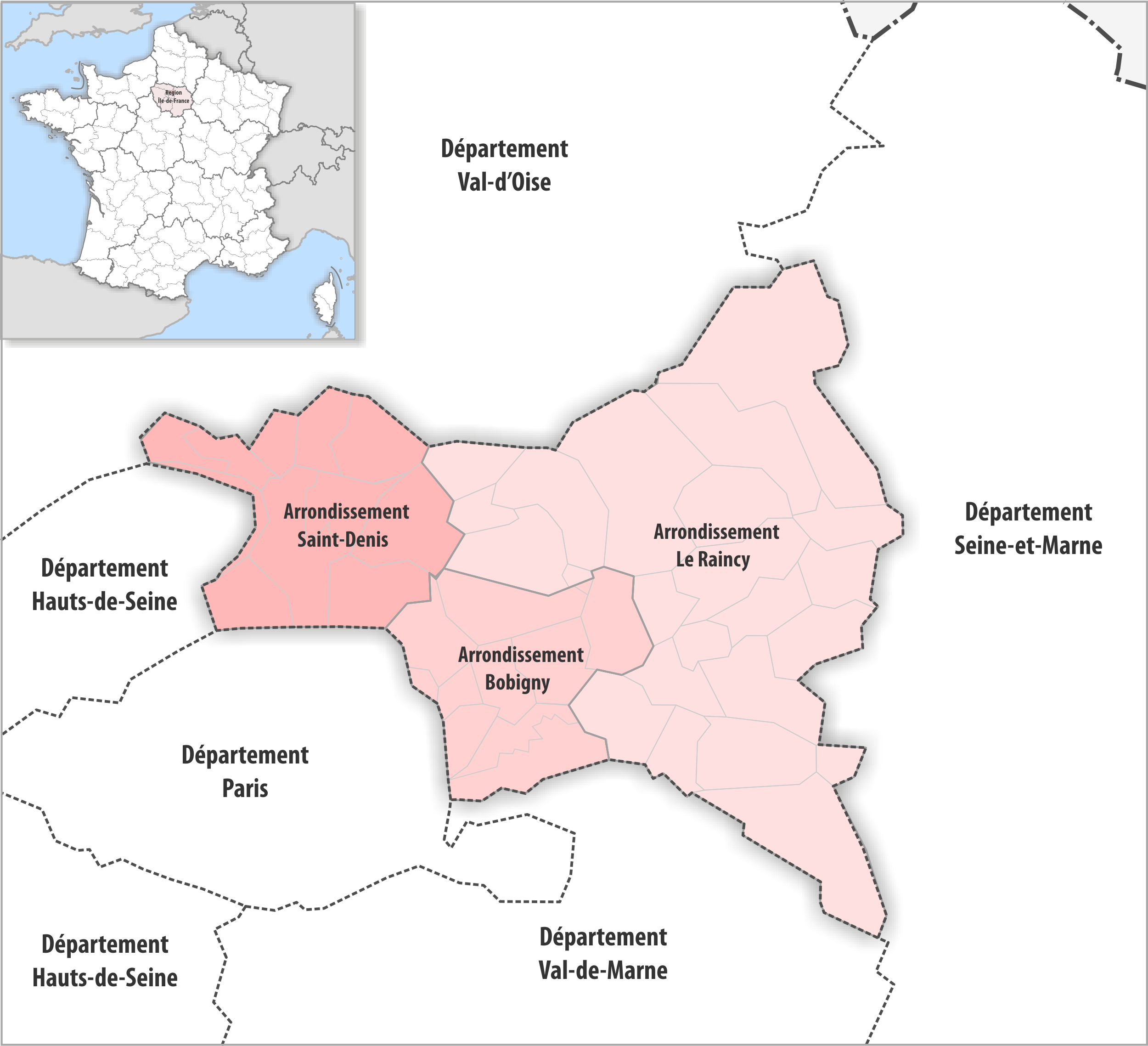
Les arrondissements de la Seine-Saint-Denis en 2019.

Le département de la Seine-Saint-Denis comprend trois arrondissements.

## Composition
| Nom                           | Code Insee | Superficie (km2) | Population (dernière pop. légale) | Densité (hab./km2) | Modifier             |
| ----------------------------- | ---------- | ---------------- | --------------------------------- | ------------------ | -------------------- |
| Arrondissement de Bobigny     | 931        | 39,20            | 441 048 (2022)                    | 11 251             | modifier les données |
| Arrondissement de Saint-Denis | 933        | 47,40            | 453 801 (2022)                    | 9 574              | modifier les données |
| Arrondissement du Raincy      | 932        | 149,60           | 786 876 (2022)                    | 5 260              | modifier les données |
| Seine-Saint-Denis             | 93         | 236,00           | 1 681 725 (2022)                  | 7 126              | modifier les données |

## Histoire

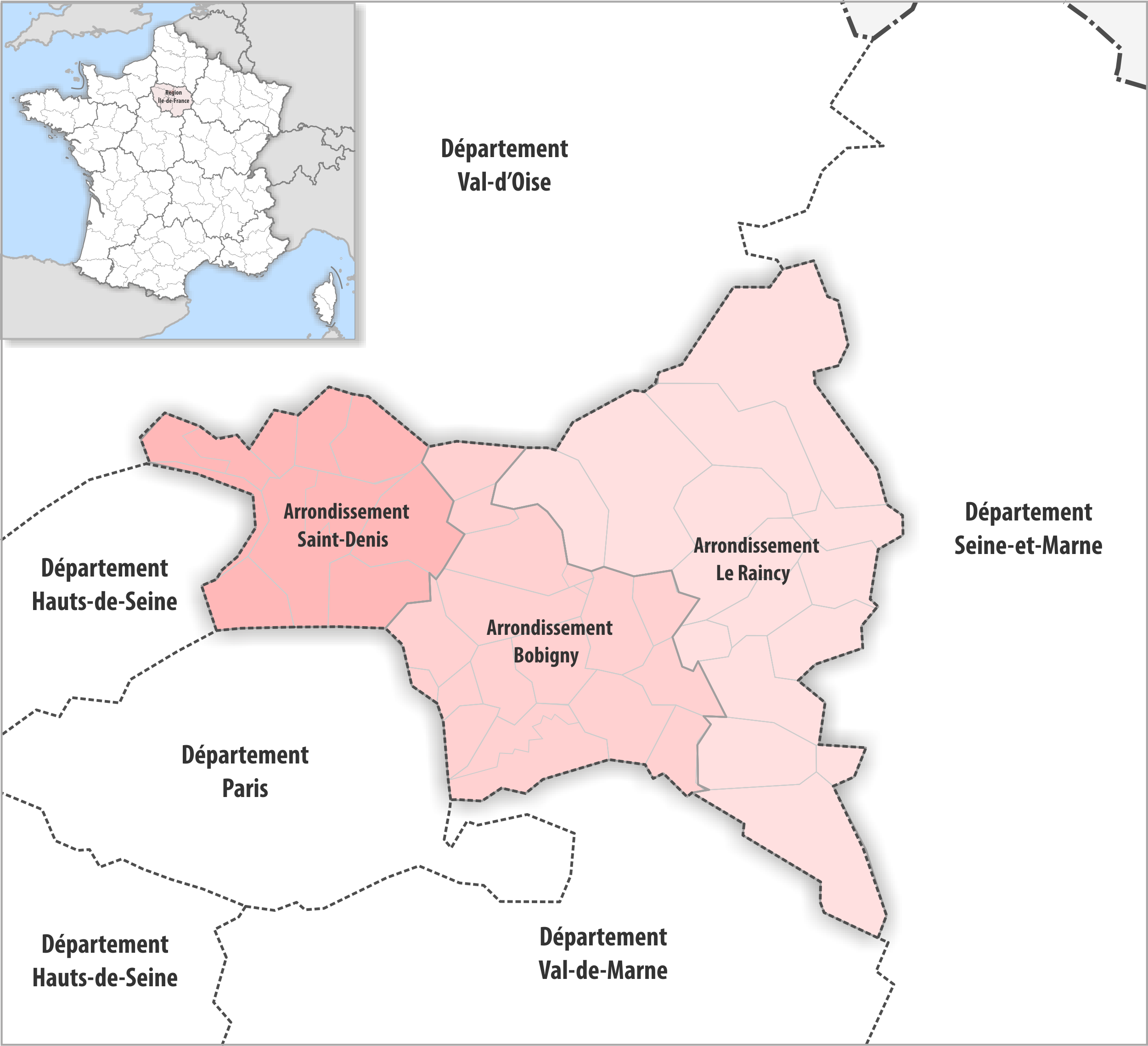
Arrondissements de 1993 à 2016

Départements de la Seine et de Seine-et-Oise
Saint-Denis a été sous-préfecture du département de la Seine de 1790 à 1880, et Le Raincy sous-préfecture de Seine-et-Oise de 1962 à 1968.
Département de la Seine-Saint-Denis
- 1968 : création du département de la Seine-Saint-Denis à partir de 16 communes de Seine-et-Oise et 24 communes de la Seine : arrondissements de Bobigny, Le Raincy
- 1993 : création de l'arrondissement de Saint-Denis[1].
- Au 1er janvier 2017, une réorganisation des arrondissements est effectuée, pour mieux intégrer les récentes modifications des intercommunalités; 6 communes sur 40 sont affectées : 6 passent de Bobigny vers Raincy[2],[3].